# Shop Boyz
Gli Shop Boyz sono un gruppo musicale hip hop statunitense attivo dal 2004.

## Storia del gruppo
La band è originaria di Atlanta. Il primo singolo Party Like a Rockstar, pubblicato nel maggio 2007, ha avuto un grande successo raggiungendo la posizione #2 della classifica Billboard Hot 100. Il disco d'esordio Rockstar Mentality è stato pubblicato nel giugno dello stesso anno. Nel 2008 la band ha pubblicato il singolo Up Thru There in previsione di un secondo disco, che però non è stato diffuso.

## Formazione
- Demetrius "Meany" Hardin
- Richard "Fat" Stevens
- Rasheed "Sheed" Hightower

## Discografia

### Album
- 2007 - Rockstar Mentality

### Singoli
- 2007 - Party Like a Rockstar
- 2007 - They Like Me
- 2008 - Up Thru There